# Lägesuppfattning
Lägesuppfattning (engelska: situation awareness eller situational awareness, ”situationsvarsamhet”), bland flera, är förståelse för ens situation och omgivning och de (i något sammanhang väsentliga) företeelser som finns i, påverkar eller (i närtid) kan komma att påverka denna; mer specifikt uppfattningen om lägesbilder och dess dynamik i tiden, såsom en miljö, dess element och hur den förändras med hänsyn till tid eller andra faktorer.
Lägesuppfattningsförmåga är viktigt för snabbt och effektivt beslutsfattande och situationsanpassning i kritiska situationer med mera. Bland yrken som förväntar bra lägesuppfattning nämns ofta pilot.

## Definition
Definition varierar och kan beskrivas på olika sätt. En engelsk definition lyder:
”uppfattningen av elementen i miljön inom en volym av tid och rum, förståelsen av deras betydelse och förseende av deras verkan inom den snara framtiden”.
En alternativ definition är att lägesuppfattning är ett adaptivt, externt riktat medvetande som producerar kunskap om en dynamisk uppgiftsmiljö och riktad handling inom den miljön.